# Новгородская четверть
Новгоро́дская че́тверть (четь) или Новгородский дворец (приказ) — финансовое учреждение, один из приказов Русского государства.

## История
Новгородская четь ведала управлением 21—33 городов с уездами (Великий Новгород, Псков, Нижний Новгород, Архангельск, Вологда, а также поморские и пограничные со Швецией города). Четь — от слова четверть. До взятия Казани, существовали Владимирская, Новгородская и Рязанская треть, затем к ним добавилось Царство Казанское. Административные единицы стали называть четверть, или четь.
Новгородская четверть была «в 135-м году ис Посольского приказу по... государскому указу отведена». В конце XVI века, северные четверти объединили в один приказ — Новгородскую четверть, просуществовавшую почти весь XVII век. 

Тимофей Голосов († 1646 год) ведал Галицкой, Владимирской, Новгородской четями. Ежегодные доходы приказа составляли около 100 тыс. рублей.

В середине XVII века главой Новгородской четверти являлся известный Думный дьяк Алмаз (Ерофей) Иванов.
В 1667 году, Указом царя Алексея Михайловича, корабельное дело было возложено на приказ Новгородской четверти. Царь велел делать корабли «для посылок из Астарахани на Хвалынское море».
В 1670 году Новгородская четверть была переименована в Новгородский приказ. При Петре I, Новгородский приказ поступил под управление Посольского приказа.